# Iso-Ruhmas
Iso-Ruhmas eller Iso Ruhmasjärvi är en sjö i Finland. Den ligger i kommunen Kouvola i landskapet Kymmenedalen, i den södra delen av landet, 130 km nordost om huvudstaden Helsingfors. Iso-Ruhmas ligger 76,6 meter över havet. I omgivningarna runt Iso-Ruhmas växer i huvudsak blandskog. Arean är 4,25 kvadratkilometer och strandlinjen är 21,43 kilometer lång. Sjön  ingår i Kymmene älvs huvudavrinningsområde. 